# Shadow and Bone – Legenden der Grisha
Shadow and Bone – Legenden der Grisha ist eine US-amerikanische Fantasy-Serie, die 2021 ihre Premiere bei dem Streamingdienst Netflix hatte. Sie basiert auf der Grisha-Trilogie und der Krähen-Dilogie von Leigh Bardugo. Die zweite Staffel folgte am 16. März 2023. Die Serie wurde nach der 2. Staffel abgesetzt.

## Handlung
Die Geschichte spielt in einer vom Krieg zerrissenen Welt. In dieser gibt es die Schattenflur, eine gewaltige dunkle Wolkenwand, die das Land durchtrennt und tödliche Bestien beheimatet, sodass eine Durchquerung fast unmöglich ist. Grisha sind besondere Menschen, die Elemente manipulieren können; Inferni können Feuer beschwören, Stürmer manipulieren den Wind und Fluter meistern das Element des Wassers. Eine Legende besagt, dass eine Sonnenkriegerin kommen wird, die Sonnenlicht beschwören und die Schattenflur endgültig vernichten kann; aber eine solche Grisha hat es bislang noch nicht gegeben.
Als die Waise Alina Starkov auf einem Schiff der Grisha die Schattenflur durchquert und dieses angegriffen wird, zeigt sich zum ersten Mal ihre Fähigkeit, Sonnenlicht zu beschwören. Da damit bekannt wird, dass sie eine Grisha und somit die Sonnenkriegerin ist, wird sie zur Zielscheibe verschiedener Gruppierungen, unter anderem eines Diebestrios. Ihr neuer Beschützer wird Kirigan, General der Grisha und Schattenbeschwörer, doch nachdem sich zunächst Anziehung zwischen ihnen entwickelt, muss sie bald erkennen, welche finsteren Pläne er wirklich mit ihr hat.

## Besetzung und Synchronisation
Die deutschsprachige Synchronisation entstand bei der VSI Synchron GmbH in Berlin nach den Dialogbüchern von Änne Troester und unter der Dialogregie von Sabine Falkenberg.

### Hauptfiguren
| Rolle              | Beschreibung                                  | Schauspieler         | Hauptrolle | Nebenrolle            | Synchronsprecher              |
| ------------------ | --------------------------------------------- | -------------------- | ---------- | --------------------- | ----------------------------- |
| Alina Starkov      | Kartografin der Ersten Armee, Sonnenkriegerin | Jessie Mei Li        | 1.01–2.08  |                       | Magdalena Höfner              |
| Alina Starkov      | Kartografin der Ersten Armee, Sonnenkriegerin | Kaylan Teague (Kind) |            | 1.01–1.04             |                               |
| Aleksander Kirigan | General der Zweiten Armee, Schattenbeschwörer | Ben Barnes           | 1.01–2.08  |                       | Dennis Herrmann               |
| Kaz Brekker        | Anführer der Dregs                            | Freddy Carter        | 1.01–2.08  |                       | Sebastian Kaufmane            |
| Kaz Brekker        | Anführer der Dregs                            | Fflyn Edwards (Kind) |            | 2.01–2.05             |                               |
| Inej Ghafa         | Mitglied der Dregs, Phantom                   | Amita Suman          | 1.01–2.08  |                       | Betty Förster                 |
| Jesper Fahey       | Mitglied der Dregs, Scharfschütze             | Kit Young            | 1.01–2.08  |                       | Jeremias Koschorz             |
| Malyen Oretsev     | Fährtenleser der Ersten Armee, Alinas Freund  | Archie Renaux        | 1.01–2.08  |                       | Jonas Lauenstein              |
| Malyen Oretsev     | Fährtenleser der Ersten Armee, Alinas Freund  | Cody Molko (Kind)    |            | 1.01–1.04             |                               |
| Genya Safin        | Bildnerin                                     | Daisy Head           | 2.01–2.08  | 1.03–1.05, 1.07       | Lena Schmidtke, Eva Thärichen |
| Nina Zenik         | Entherzerin                                   | Danielle Galligan    | 2.01–2.08  | 1.03–1.08             | Friederike Walke              |
| Matthias Helvar    | Grisha-Jäger                                  | Calahan Skogman      | 2.01–2.08  | 1.03–1.04, 1.06, 1.08 | Arne Stephan                  |
| Nikolai Lantsov    | Freibeuter, Prinz von Ravka                   | Patrick Gibson       | 2.01–2.08  |                       | Richard Lingscheidt           |
| Tolya Yul-Bataar   | Piraten aus Shu Han                           | Lewis Tan            | 2.01–2.08  |                       |                               |
| Tamar Kir-Bataar   | Piraten aus Shu Han                           | Anna Leong Brophy    | 2.01–2.08  |                       |                               |
| Wylan Hendricks    | neues Mitglied der Dregs, Sprengmeister       | Jack Wolfe           | 2.01–2.08  |                       | Michel Diercks                |

### Nebenfiguren
| Rolle            | Beschreibung                             | Schauspieler      | Nebenrolle                      | Synchronsprecher                    |
| ---------------- | ---------------------------------------- | ----------------- | ------------------------------- | ----------------------------------- |
| Pekka Rollins    | Führer der Dime Lions, Kaz’ Konkurrent   | Dean Lennox Kelly | 1.01–1.02, 2.01–2.04, 2.06–2.08 | Romanus Fuhrmann                    |
| Zoya Nazyalensky | Stürmerin                                | Sujaya Dasgupta   | 1.01–1.03, 1.05–1.08, 2.03–2.08 | Jessica Rust                        |
| Arken Visser     | der „Dirigent“, Schaffner durch die Flur | Howard Charles    | 1.02–1.06                       | Tim Sander                          |
| Bohdan           | Lieutenant                               | Hugo Speer        | 1.02, 1.04–1.05, 2.01           | Friedhelm Ptok Hanns Jörg Krumpholz |
| Ivan             | Entherzer                                | Simon Sears       | 1.02–1.08                       | Sascha Oliver Bauer                 |
| Fedyor Kaminsky  | Entherzer                                | Julian Kostov     | 1.02–1.06, 1.08                 | Patrick Cieslik                     |
| Baghra           | Alinas Grisha-Lehrerin, Kirigans Mutter  | Zoë Wanamaker     | 1.03–1.05, 1.07, 2.02–2.08      | Daniela Strietzel                   |
| Nadia Zhabin     | Stürmerin                                | Gabrielle Brooks  | 1.03–1.05                       | Derya Flechtner                     |
| Nadia Zhabin     | Stürmerin                                | Joanna McGibbon   | 2.03–2.08                       |                                     |
| David Kostyk     | Durast, Fabrikator                       | Luke Pasqualino   | 1.05–1.07, 2.03–2.07            |                                     |

## Produktion
Die Serie wurde von Eric Heisserer und 21 Laps Entertainment für Netflix entwickelt. Shawn Levy fungierte als einer der Executive Producer.

Die Dreharbeiten für die erste Staffel begannen im Oktober 2019 in und um Budapest in Ungarn und wurden Ende Februar 2020 abgeschlossen. Zusätzliche Dreharbeiten fanden in Vancouver statt.

### Musik
Joseph Trapanese ist der Komponist für die Serie. Heisserer und Bardugo traten bei einem Panel auf der New York Comic Con im Oktober 2020 auf, bei dem sie einen Teil des Scores vorspielten. Der ausführende Produzent Josh Barry berichtete später am 16. Dezember 2020, dass die endgültige Tonmischung abgeschlossen sei.

### Sprache
Hinter den fiktiven Sprachen des Grishaverse stehen David J. Peterson und Christian Thalmann.

## Episodenliste

### Staffel 1
| Nr. (ges.) | Nr. (St.) | Deutscher Titel                | Originaltitel                        | Erstveröffentlichung USA | Deutschsprachige Erstveröffentlichung (D/A/CH) | Regie              | Drehbuch                         |
| --- | --------- | ------------------------------ | ------------------------------------ | ------------------------ | ---------------------------------------------- | ------------------ | -------------------------------- |
| 1 | 1         | Das blendend helle Licht       | A Searing Burst of Light             | 23. Apr. 2021            | 23. Apr. 2021                                  | Lee Toland Krieger | Eric Heisserer                   |
| Alina Starkov, eine Kartografin, trifft ihren Jugendfreund Mal Oryetsev wieder, während er in der Ersten Armee dient. Als Mal ausgewählt wird, Teil eines Teams zu sein, das die Schattenflur durchqueren soll, sabotiert Alina bestehende Karten, damit sie mit ihm gehen kann. Ein Team betritt die Flur unter Beobachtung von General Kirigan. Sie werden von gefräßigen Kreaturen namens Volkra angegriffen, die den Großteil der Mannschaft töten. Alexei, ein befreundeter Kartograf, entkommt vom Skiff und flieht auf die andere Seite der Flur. Als Alina von einem Volkra gefangen genommen wird, nutzt sie eine uralte Fähigkeit namens Sonnenbeschwörung, um den Volkra zu verjagen. Währenddessen konkurrieren in der Handelsmetropole Ketterdam die Mitglieder der Dregs-Gang Kaz Brekker, Inej Ghafa und Jesper Fahey mit dem Verbrecherboss Pekka Rollins um einen Job mit einer Auszahlung von 1 Million Kruge. Sie bringen eine Entherzerin zu Dreesen, dem Manne, der den Auftrag erteilt hat, um ihn für sich zu gewinnen. Dreesen lässt die Entherzerin ihre Kräfte auf einen entführten Alexei anwenden, der verrät, dass Alina eine Sonnenbeschwörerin ist. Dreesen tötet Alexei und befiehlt dem Trio, ihm Alina im Austausch für den Auftrag zu bringen. |           |                                |                                      |                          |                                                |                    |                                  |
| 2 | 2         | Wir sind alle jemandes Monster | We’re All Someone’s Monster          | 23. Apr. 2021            | 23. Apr. 2021                                  | Lee Toland Krieger | Eric Heisserer                   |
| In Ost-Ravka wird Alina zu General Kirigan gebracht, der beweist, dass sie die Sonnenbeschwörerin ist, als sie Licht entweichen lässt, nachdem er sie verletzt hat. Sie wird in die ravkanische Hauptstadt Os Alta gebracht, wo sie dem König und der Königin übergeben werden soll. Ihr Konvoi wird von Fjerdan drüskelle angegriffen, Kriegern, die Grisha jagen und ausrotten. Der Großteil ihrer Grisha-Leibgarde wird getötet, aber sie wird von Kirigan gerettet, der seine Schatten in einem „Schnitt“ einsetzt, der ihren Entführer zerstückelt. Sie schaffen es auf Pferderücken nach Os Alta und Alina wird in Gefangenschaft genommen, obwohl sie verspricht, Mal zu finden, nachdem er mit der Ersten Armee zurückgelassen wurde. In Ketterdam wird Kaz von Pekka Rollins bedroht, den Job aufzugeben, aber er weigert sich. Inej trifft sich mit Tante Heleen, der Besitzerin eines Bordells, in dem Inej gezwungen war zu arbeiten, bevor Kaz sie ausbezahlte. Heleen verspricht, Kaz’ ausstehende Schulden bei ihr fallen zu lassen, wenn sie einen Menschenhändler namens Arken tötet. Kaz sucht nach jemandem, der als „Der Dirigent“ bekannt ist, der sie sicher durch die Flur führen kann und findet heraus, dass es Arken ist, den Inej widerwillig am Leben lässt. Kaz, Jesper und Inej machen sich auf die Suche nach Alina. |           |                                |                                      |                          |                                                |                    |                                  |
| 3 | 3         | Der Ursprung der Welt          | The Making at the Heart of the World | 23. Apr. 2021            | 23. Apr. 2021                                  | Dan Liu            | Daegan Fryklind                  |
| Alina wird einer Schneiderin, Genya Safin, vorgestellt, die hier ist, um Alina zu helfen, sich auf das Treffen mit König Petyr vorzubereiten. Nachdem Genya Alina zurechtgemacht hat, wird sie zu General Kirigan gebracht, der sie in einen großen Ballsaal bringt. Mit Kirigans Hilfe führt Alina eine beeindruckende Demonstration ihrer Kräfte vor. Als die Vorführung beendet ist, kommen einige der Grisha, um sie zu umarmen und zu begrüßen. Unter ihnen ist auch Zoya, die im Lager mit Mal geflirtet hat. Zoya umarmt Alina, flüstert ihr aber ins Ohr, dass sie nach Waisenhaus stinkt. Um es ihr heimzuzahlen, wählt Alina am nächsten Tag Zoya als ihre Kampftrainingspartnerin aus. Während Zoya zunächst stärker erscheint, beweist Alina sich und schlägt Zoya ins Gesicht. Wütend auf Alina, bläst Zoya Alina mit einer großen Windböe in einen Heuhaufen. Marie und Nadia, zwei weitere Ätheralki, sehen nach, ob es ihr gut geht, da Alina kurz das Bewusstsein verliert. Zur Strafe wirft Botkin, der persönliche Kampftrainer der Grisha im Kleinen Palast, sie für den Rest des Tages aus dem Training. Auf dem Rückweg vom Training wird Alina vom Asketen konfrontiert. Er beschenkt sie mit einem uralten Buch: Das Leben der Heiligen. Alina trifft dann Baghra. Baghra ist frustriert von Alina, da sie nicht in der Lage ist, selbst Licht zu beschwören, und offenbart ihr, dass Kirigan ein menschlicher Kräftemehrer ist. |           |                                |                                      |                          |                                                |                    |                                  |
| 4 | 4         | Otkazat’sya                    | Otkazat’sya                          | 23. Apr. 2021            | 23. Apr. 2021                                  | Dan Liu            | Vanya Asher                      |
| Alina wird von Genya informiert, dass sie mit General Kirigan reiten soll. Als sie die Wahl zwischen einem blauen oder schwarzen Kefta hat, entscheidet sich Alina für Blau, da sie Schwarz als Kirigans Farbe ansieht. Die beiden kommen sich im Laufe des Tages näher und Kirigan bittet Alina, ihn bei seinem Vornamen Aleksander zu nennen. Sie reiten zu einem alten Brunnen, zu dem Kirigan als Kind immer kam. Kirigan erklärt, welche Last es war, als letzter Nachkomme des bösesten Grisha, den es je gab, aufzuwachsen: Des schwarzen Ketzers. Als Kind besuchte Kirigan den Brunnen jeden Tag mit einer Münze und wünschte sich jedes Mal das Gleiche: „Jemand anderes zu sein.“ |           |                                |                                      |                          |                                                |                    |                                  |
| 5 | 5         | Zeig mir, wer du bist          | Show Me Who You Are                  | 23. Apr. 2021            | 23. Apr. 2021                                  | Mairzee Almas      | M. Scott Veach & Nick Culbertson |
| Mal, von Fjerdans verletzt, macht sich auf den Weg zu einem Lager der Ersten Armee. Hier verrät er, dass er den Hirsch gefunden hat, nach dem General Kirigan gesucht hatte. Da er den Hirsch gefunden hat, macht sich Mal zusammen mit einem General der Ersten Armee auf den Weg zum Kleinen Palast, um die Information an Kirigan weiterzugeben. Die Palastwache zögert zunächst, Mal hereinzulassen, da er den Hirsch für einen Mythos hält, gibt aber nach und begleitet Mal zu Kirigans Zimmer. Kirigan bittet Mal, ihm genau zu zeigen, wo er den Hirsch gefunden hat. Mal weigert sich jedoch und verlangt, Alina zu sehen, bevor er dem General zeigt, wo er den Hirsch gesehen hat. Kirigan ist darüber verärgert, willigt aber schließlich ein, dass sich die beiden später treffen. |           |                                |                                      |                          |                                                |                    |                                  |
| 6 | 6         | Das Herz ist ein Pfeil         | The Heart Is An Arrow                | 23. Apr. 2021            | 23. Apr. 2021                                  | Mairzee Almas      | Shelley Meals                    |
| Arken wird gefangen genommen und verhört, nachdem der Versuch, Alina zu entführen, fehlgeschlagen ist. Alina schafft es, den Palast zu verlassen, wird aber gefunden und in einen Wald gejagt. Sie trifft wieder auf Mal und die beiden erzählen sich, was passiert ist. Nachdem sie von Mal über den Hirsch erfahren hat, wird Alina klar, dass sie ihn vor Kirigan erreichen muss, also machen sie und Mal sich auf den Weg nach Norden. Das Schiff, auf dem sich Nina Zenik befindet, sinkt während eines Sturms. Sie verbindet sich mit einem der Grisha-Jäger, Mattias, und die beiden kommen sich näher, nachdem Nina ihn mit ihren Kräften vor dem Erfrieren rettet. |           |                                |                                      |                          |                                                |                    |                                  |
| 7 | 7         | Die Ödsee                      | The Unsea                            | 23. Apr. 2021            | 23. Apr. 2021                                  | Jeremy Webb        | Christina Strain                 |
| Alina und Mal finden den Hirsch und Alina verweilt einen Moment mit ihm, bevor Kirigan auftaucht. Er verletzt Mal und tötet den Hirsch, bevor er Teile seines Geweihs in Alina und seine eigene Hand einpflanzt. Er zeigt Alina, dass er nun ihre Kraft kontrollieren kann und sie zur Flur bringen wird. Er sagt ihr, dass er Mal heilen wird, wenn sie einwilligt. Auf dem Lagerplatz in der Nähe der Flur trifft sich Genya wieder mit Alina, um sie auf eine Veranstaltung vorzubereiten, die Kirigan abhält; er wird einige Adlige durch die Flur bringen und ihnen seine und Alinas neu gefundene Macht zeigen. Kaz, Inej und Jesper finden einen Weg, auf ein Schiff zu gelangen, um einen Weg zurück nach Hause zu sichern, nachdem der Zug, den sie mit Arken genommen haben, in die Luft gesprengt wurde. |           |                                |                                      |                          |                                                |                    |                                  |
| 8 | 8         | Keine Trauer                   | No Mourners                          | 23. Apr. 2021            | 23. Apr. 2021                                  | Jeremy Webb        | Eric Heisserer & Daegan Fryklind |
| Als das Schiff seine Reise durch die Flur beginnt, nutzt Alina ihre Kräfte, um es und die Passagiere abzuschirmen. Kirigan zeigt vor aller Augen sein wahres Gesicht. Kaz und die anderen finden heraus, dass Mal sich an Bord geschlichen hat, und sie hecken einen Plan aus. Alina hat Mühe, die volle Kontrolle über ihre Kräfte wiederzuerlangen. Kirigan wird bei der Rückkehr durch die Flur scheinbar von Volkra getötet. Alina und Mal, zusammen mit Kaz’ Bande, gehören zu den einzigen Überlebenden. Alina begleitet Mal, um weiter zu lernen, wie sie ihre Kräfte einsetzen kann. Währenddessen stolpert Kirigan aus der Flur, gefolgt von einer Schar dunkler Kreaturen. |           |                                |                                      |                          |                                                |                    |                                  |

### Staffel 2
| Nr. (ges.) | Nr. (St.) | Deutscher Titel                     | Originaltitel                   | Erstveröffentlichung USA | Deutschsprachige Erstveröffentlichung (D/A/CH) | Regie         | Drehbuch                     |
| ---------- | --------- | ----------------------------------- | ------------------------------- | ------------------------ | ---------------------------------------------- | ------------- | ---------------------------- |
| 9          | 1         | Keine Zuflucht außer mir            | No Shelter But Me               | 16. März 2023            | 16. März 2023                                  | Bola Ogun     | Eric Heisserer               |
| 10         | 2         | Rusalye                             | Rusalye                         | 16. März 2023            | 16. März 2023                                  | Bola Ogun     | Nick Culbertson              |
| 11         | 3         | Gleich und gleich gesellt sich gern | Like Calls To Like              | 16. März 2023            | 16. März 2023                                  | Laura Belsey  | Donna Thorland               |
| 12         | 4         | Jedes monströse Ding                | Every Monstrous Thing           | 16. März 2023            | 16. März 2023                                  | Laura Belsey  | Shelley Meals                |
| 13         | 5         | Yuyeh Sesh (Verachte dein Herz)     | Yuyeh Sesh (Despise Your Heart) | 16. März 2023            | 16. März 2023                                  | Karen Gaviola | Christina Strain             |
| 14         | 6         | Ni Weh Sesh (Ich habe kein Herz)    | Ni Weh Sesh (I Have No Heart)   | 16. März 2023            | 16. März 2023                                  | Karen Gaviola | Daegan Fryklind              |
| 15         | 7         | Wir sehen uns auf der Wiese         | Meet You in the Meadow          | 16. März 2023            | 16. März 2023                                  | Mairzee Almas | Vanya Asher                  |
| 16         | 8         | Keine Gräber                        | No Funerals                     | 16. März 2023            | 16. März 2023                                  | Mairzee Almas | Eric Heisserer & Erin Conley |

## Rezeption
Shadow and Bone – Legenden der Grisha erhielt positive Rezensionen von Kritikern. Rotten Tomatoes meldet eine Zustimmungsrate von 87 Prozent basierend auf 67 Rezensionen, mit einer durchschnittlichen Bewertung von 7,2 von 10. Der Kritiker-Konsens der Website lautet: „Shadow and Bone ist sicherlich so akribisch wie sein Ausgangsmaterial, aber durch das Einfügen unerwarteter Geschichten erweitert es den Umfang des Romans, um ein aufregendes neues Abenteuer für Fans und Neulinge gleichermaßen zu schaffen.“ Metacritic gab der Serie eine gewichtete Durchschnittsnote von 70 von 100 basierend auf 17 Kritiken, was „allgemein positive Bewertungen“ bedeutet.
Kritiker lobten die schauspielerischen Leistungen, den Aufbau der Welt und die visuellen Effekte und meinten, dass die Serie sowohl Fans der Bücher als auch Neulinge zufriedenstellen würde. Allerdings gab es auch Kritik an der Exposition und „zu verwirrenden“ Elementen. Nicole Clark von IGN schrieb, dass „die erste Staffel es schafft, viel von der dunklen Magie einzufangen … während sie sich nicht scheut, intelligente Änderungen an den Hintergrundgeschichten bestimmter Charaktere und sogar an der Abfolge der Ereignisse vorzunehmen – auch wenn die Handlungsstränge aus den beiden Buchreihen nicht immer leicht ineinandergreifen.“ Molly Freeman lobte die Serie als „aufregendes, spannendes Fantasy-Drama“.